# نورا هاشمی
سیده نورا هاشمی قرمزی (زاده ۱۳۶۲) بازیگر سینما، تئاتر و تلویزیون ایران است.

## زندگی شخصی

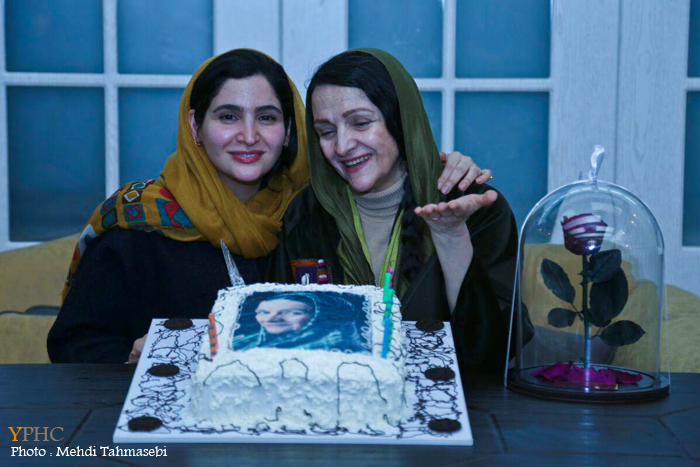
هاشمی در جشن تولد ۶۳ سالگی گلاب آدینه، آبان ۱۳۹۷ (خورشیدی)

وی دختر مهدی هاشمی و گلاب آدینه از برجسته‌ترین بازیگران سینما، و همسر پیشین سیاوش اسعدی کارگردان سینمای ایران است.

## فعالیت هنری
نخستین‌بار فعالیت حرفه‌ای خود را در مقام بازیگری از سال ۱۳۸۱ با فیلم دوشیزه آغاز کرد. او تا به حال در شش فیلم سینمایی، یک سریال و دو نمایش ایفای نقش داشته‌است.

## فیلم‌شناسی

### سینما
- (۱۳۹۲) جیب‌بر خیابان جنوبی (سیاوش اسعدی)
- (۱۳۸۷) حوالی اتوبان (سیاوش اسعدی)
- (۱۳۸۴) آرامش در میان مردگان (مهرداد فرید)
- (۱۳۸۴) وقتی همه خواب بودند (فریدون حسن‌پور)
- (۱۳۸۲) عروس افغان (ابوالقاسم طالبی)
- (۱۳۸۱) دوشیزه (محمد درمنش)
- (۱۳۶۷) زرد قناری (رخشان بنی اعتماد)
- (۱۳۹۸) فیلم کوتاه کوچه (محمدرضا مصباح)

### تئاتر
- (۱۳۸۰) مده آ (محسن حسینی)
- (۱۳۸۷) بیوه‌های غمگین سالار جنگ (شهاب‌الدین حسین پور)
- (۱۳۹۰) گالیله (داریوش فرهنگ)
- (۱۳۹۳) مرثیه‌ای برای کتاب‌سوزی‌ها (علی اتحاد)
- (۱۳۹۴) تقدیر بازان (سیما تیرانداز)
- (۱۳۹۸) پینوکیو (آرش سنجابی)
- (۱۳۹۹) یه گاز کوچولو (فقیه سلطانی)
- (۱۴۰۰) بانوی محبوب من (گلاب آدینه)
- (۱۴۰۱) پرده خانه (گلاب آدینه)
- (۱۴۰۳) گالیله (شهاب‌الدین حسین پور)

### تلویزیون
| سال  | مجموعه تلویزیونی | کارگردان          | توضیحات |
| ۱۳۷۸ | آغوش‌های خالی     | وحید نیکخواه آزاد | شبکه ۳  |
| ۱۳۷۹ | سایه‌ها           | غلامرضا رمضانی    | شبکه ۱  |
| ۱۳۸۱ | فرستاده          | جواد شمقدری       | شبکه ۲  |
| ۱۳۸۳ | من یک مستاجرم    | پریسا بخت‌آور      | شبکه ۳  |
| ۱۳۸۶ | خواستگاران       | گلاب آدینه        | شبکه ۱  |

### نمایش خانگی
| سال  | مجموعه | کارگردان    | توضیحات                 |
| ۱۴۰۰ | آنها   | میلاد جرموز | بازی در اپیزود «بت چین» |

## جوایز
برنده تندیس بهترین بازیگر زن چهاردهمین جشن حافظ برای بازی در فیلم جیب‌بر خیابان جنوبی.

برنده تندیس بهترین بازیگر زن چهلمین جشنواره تئاتر فجر برای بازی در نمایش [[بانوی محبوب من (نمایش)|بانوی محبوب من]].